# Brunnlid
Brunnlid är en skogsgård i Vårgårda kommun, Västergötland.
Gården omnämns i tingshandlingar redan från mitten av 1500-talet. Den användes bland annat som förläning från staten till militärer och ämbetsmän. Dess mest kände ägare var Jonas Alströmer som köpte gården på 1730-talet för att bedriva fåravel. Alströmer bodde dock aldrig på gården och efter hans död såldes den vidare. 
Brunnlid ligger uppe på åsen norr om Mellomgärdessjön och omfattar två boningshus. Det äldre ska ha uppförts strax före och efter sekelskiftet 1600 medan det nyare byggdes 1920. Gården inkluderar även ett flertal ekonomibyggnader från 1900-talets början. Brunnlid har noterats av Västarvet för sitt kulturhistoriska värde utifrån sina välbevarade byggnader och väldokumenterade historia.